# Banshan
Banshan är ett stadsdelsdistrikt i Kina. Den ligger i provinsen Zhejiang, i den östra delen av landet, omkring 11 kilometer norr om provinshuvudstaden Hangzhou. Antalet invånare är 51 607. Befolkningen består av 22 906 kvinnor och 28 701 män. Barn under 15 år utgör 10,0 %, vuxna 15-64 år 80 %, och äldre över 65 år 8,0 %.
Runt Banshan är det mycket tätbefolkat, med 1 463 invånare per kvadratkilometer. Närmaste större samhälle är Hangzhou, 6,6 km söder om Banshan. I omgivningarna runt Banshan växer huvudsakligen savannskog.
Genomsnittlig årsnederbörd är 1 869 millimeter. Den regnigaste månaden är juni, med i genomsnitt 328 mm nederbörd, och den torraste är november, med 74 mm nederbörd.